# Jenny Rissveds
Jenny Rissveds (ur. 6 czerwca 1994 w Falun) – szwedzka kolarka górska i szosowa, mistrzyni olimpijska w kolarstwie górskim (2016), trzykrotna medalistka mistrzostw świata i czterokrotna medalistka mistrzostw Europy.

## Kariera
Pierwszy międzynarodowy sukces w karierze Jenny Rissveds osiągnęła w 2012 roku, kiedy zdobyła złoty medal wśród juniorek na mistrzostwach Europy w kolarstwie górskim w Moskwie. Na rozgrywanych rok później mistrzostwach Europy w Bernie Szwedka zwyciężyła w eliminatorze, a w cross-country w kategorii U-23 była druga. Jest także trzykrotną mistrzynią kraju w kolarstwie szosowym: w 2010 roku wygrała w jeździe na czas i wyścigu ze startu wspólnego, a rok później była najlepsza w jeździe na czas. Ponadto 24 maja 2013 roku w czeskim Novym Měscie po raz pierwszy w karierze stanęła na podium zawodów Pucharu Świata w kolarstwie górskim, od razu zwyciężając. W zawodach tych wyprzedziła Kathrin Stirnemann ze Szwajcarii oraz swą rodaczkę Alexandrę Engen. W sezonie 2013 zajęła także trzecie miejsce w klasyfikacji końcowej Pucharu Świata w eliminatorze, przegrywając tylko z Engen i Stirnemann. Kolejny sezon zakończyła na drugim miejscu, rozdzielając Stirnemann i Engen. W 2016 zdobyła złoto igrzysk olimpijskich w Rio de Janeiro.